# Mesnilus prasina
Mesnilus prasina är en tvåvingeart som beskrevs av Louis-Paul Mesnil 1978. Mesnilus prasina ingår i släktet Mesnilus och familjen parasitflugor.
Artens utbredningsområde är Madagaskar. Inga underarter finns listade i Catalogue of Life.